# The Gnoll
The Gnoll (Y Gnol en Gallois) est un stade de rugby gallois de 6 000 places. Il se situe dans la ville de Neath au pays de Galles, dans le county borough de Neath Port Talbot. Il accueille des compétitions de rugby à XV, rugby à XIII, football et de Cricket.
Il est le stade officiel de l'équipe de rugby à XV de Neath RFC depuis 1871. Ce club évolue au sein du championnat semi-professionnel gallois appelé Welsh Premiership.
Il est également le stade de l'équipe de football Neath Football Club de 2008 à 2012 et de l'équipe de rugby à XIII des South Wales Scorpions de 2010 à 2013.